# رالف استاینمن
رالف ماروین استاینمن(به انگلیسی: Ralph Marvin Steinman) (زاده ۱۴ ژانویه ۱۹۴۳ – درگذشته ۳۰ سپتامبر ۲۰۱۱) ایمنی‌شناس و زیست‌شناس سلولی کانادایی و استاد دانشگاه راکفلر بود که در سال ۱۹۷۳ اصطلاح سلول‌های دندریتیک را کشف کرد.
در ۳ اکتبر ۲۰۱۱ کمیته نوبل برای فیزیولوژی و پزشکی او را به عنوان برنده نیمی از جایزه نوبل فیزیولوژی و پزشکی در سال ۲۰۱۱ به خاطر «کشف سلول‌های دندریتیک» اعلام کرد. نیمی دیگر به بروس بویتلر و ژول ای. هافمن تعلق گرفت. اما سه روز قبل وی در اثر سرطان لوزالمعده فوت کرده‌بود (کمیته نوبل از این موضوع اطلاع نداشت) و این موضوع به پیچیدگی انجامید زیرا بنیاد به افراد درگذشته تاکنون جایزه‌ای اعطا نکرده بود. اما کمیته نوبل تصمیم گرفت برای اولین بار جایزه به یک فرد درگذشته اعطا شود.